# Dziwidło dzwonkowate
Dziwidło dzwonkowate, amorfofalus dzwonkowaty (Amorphophallus paeoniifolius) – gatunek rośliny z rodziny obrazkowatych. Występuje w południowo-wschodniej Azji (od Indii po Chiny, w północnej Australii, jako gatunek introdukowany także na wyspach Oceanii i na Madagaskarze.

## Morfologia
PokrójBylina dorastająca do 1 m wysokości, w części podziemnej zawiera dużą, do 20 cm średnicy spłaszczoną bulwę. Liście duże, nawet do 1 m długie i do 8 cm średnicy. Łodyga z kwiatami krótka (tylko do ok. 10 cm) zawiera w szczycie gruby i duży (do 30 cm) kwiatostan objęty pochwą w dolnej swej części. Kwiaty drobne, rozdzielnopłciowe. Owocem jest jagoda.

## Zastosowanie
Bulwa jadalna po kilkudniowym wymoczeniu w wodzie.